# NGC 6358
NGC 6358 est une galaxie lenticulaire relativement éloignée et située dans la constellation du Dragon. Sa vitesse par rapport au fond diffus cosmologique est de 9 224 ± 45 km/s, ce qui correspond à une distance de Hubble de 136,1 ± 9,6 Mpc (∼444 millions d'al). NGC 6358 a été découverte par l'astronome américain Lewis Swift en 1887.